# Slaterjeva krivulja
Slaterjeva krivulja (tudi Bethe-Slaterjeva krivulja) ima na abscisi razmerje med a (medatomsko razdaljo atomov v snovi) in d (premerom atoma), na ordinati pa A (Interakcijo med atomi). Medatomska razdalja je odvisna od mnogih faktorjev. Predvsem od vrste atomov ter od načina kristalizacije, kot tudi od temperature ter legirnih elementov. Od mesta dalje, kjer preseka krivulja absciso, bo imela snov magnetne lastnosti.